# Église Saint-Procope de Žižkov
 (juillet 2023).
Si vous disposez d'ouvrages ou d'articles de référence ou si vous connaissez des sites web de qualité traitant du thème abordé ici, merci de compléter l'article en donnant les références utiles à sa vérifiabilité et en les liant à la section « Notes et références ».
L'Église Saint-Procope de Prague 3 - Žižkov est une église paroissiale catholique romaine. Edifiée de 1898 à 1903, elle est de style néo-gothique, et figure parmi les monuments architecturaux du quartier de Žižkov, en particulier sa tour élancée de 73 mètres de haut.

## Histoire

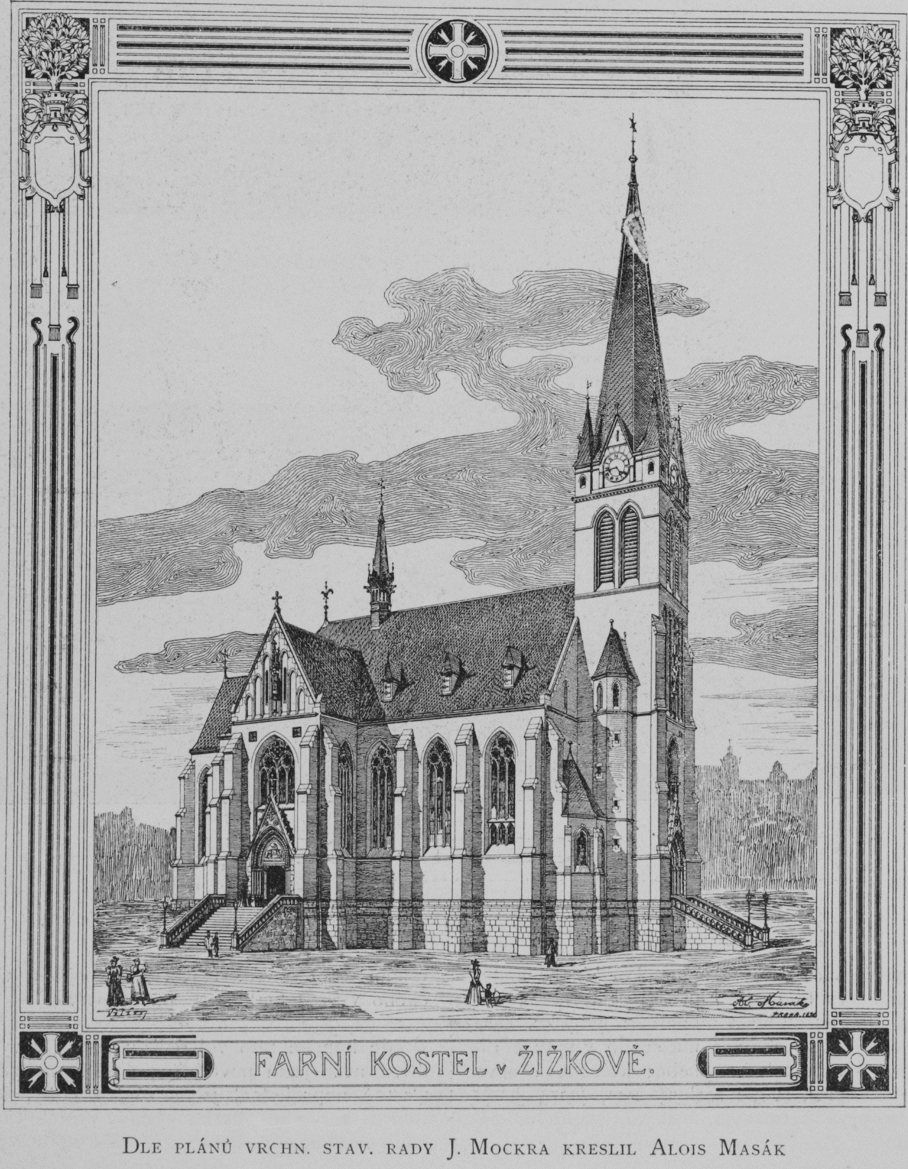
Église St Procope, Žižkov (projet arch. Josef Mocker)

La première pierre fut posée le 30 octobre 1898, à l'emplacement de la chapelle Saint-Jean de Népomucène sur le vignoble Reismonka à l'occasion du 50e anniversaire du règne de l'empereur François-Joseph Ier et consacrée par le cardinal François Schönborn. Pour cette raison, dans les premières années de son existence, elle s'appelait aussi l'église du Jubilé. Les architectes Josef Mocker et František Mikš ont élaboré les plans pour la construction de l'église à trois nefs.
La construction de l'église a duré cinq années complètes jusqu'à ce que, finalement, le 27 septembre 1903 , l'archevêque de Prague, le cardinal Lev Skrbenský de Hříště, puisse consacrer la nouvelle église néo-gothique en présence du vice-roi du Royaume de Bohême, le comte Ferdinand Karl Coudenhov.

## Extérieur
L'église mesure plus de 51 mètres de long et peut accueillir jusqu'à deux mille personnes. La hauteur de la voûte croisée atteint 16 mètres, la tour mesure 73 mètres de haut. Sa largeur est de 17 mètres.

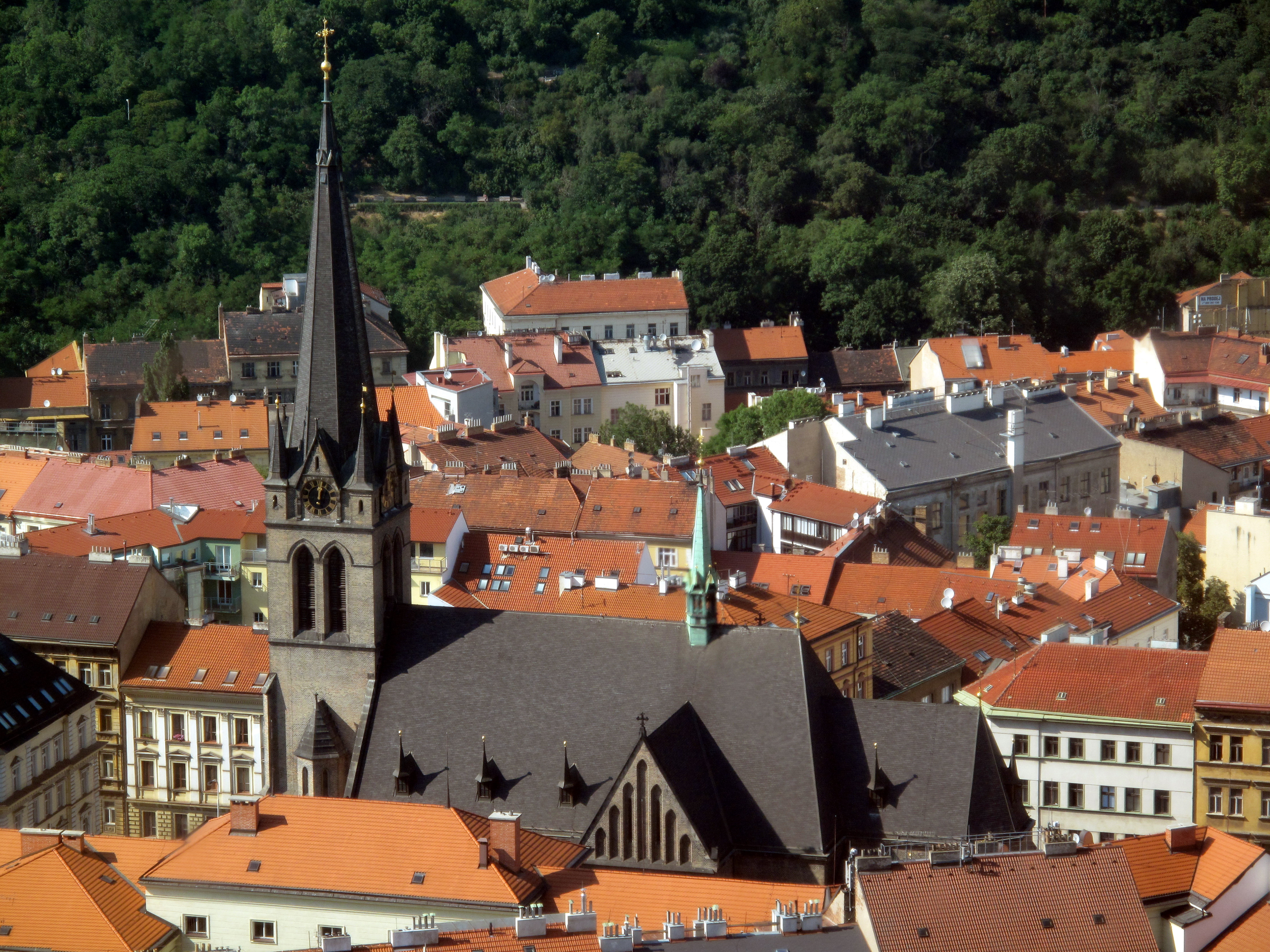
Église Saint-Procope depuis la tour de Žižkov.
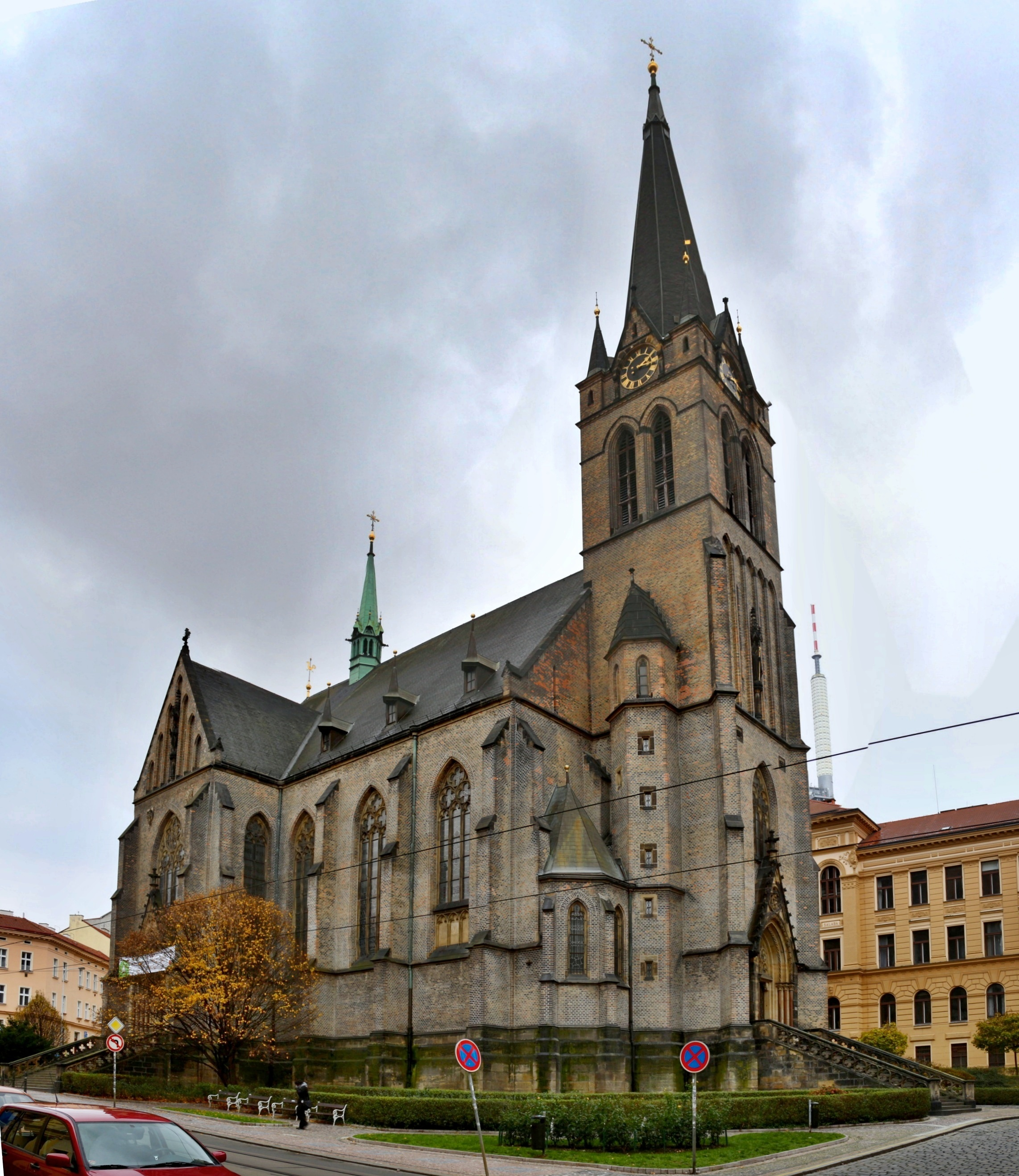
Vue de l'église depuis la rue Seifertova.

## Intérieur
Parmi le mobilier intérieur, le tableau le plus célèbre de Karel Škréta est Saint Venceslas, le défenseur de Prague contre les Suédois en 1649, originaire du Monastère d'Emmaüs.
Le maître-autel est néo-gothique, également conçu par l'architecte František Mikš. Il a quatre ailes comme une arche, au milieu de laquelle se trouve une statue de St Procope, entouré des saints Cyrille et Méthode du sculpteur Štěpán Zálešák. Huit peintures sur panneau, dédiées à d'importantes familles nobles tchèques, représentent des scènes de la vie de Saint-Procope, patron de l'église. Les peintures ont été peintes par KL Klusáček. Le sommet de l'autel est orné d'un groupe de la Crucifixion du Seigneur. Un lustre vénitien baroque a été offert à l'église par le prince Auersperg.
La chaire avec des marches en granit a été construite selon les plans de l'architecte Mikš, l'orgue sur la chaire spacieuse a été construit par la firme Žižkov d'Emanuel Petra en 1912. Leur emplacement se trouve dans le cabinet gothique de l'architecte František Mikš. Plus tard, en 1979, ils ont été reconstruits et agrandis aux 52 registres actuels par la société Igra.
Entre 1992 et 1997, l'église est restaurée et reconstruite.